# Панама (Илиноис)
Панама (енгл. Panama) град је у америчкој савезној држави Илиноис.

## Демографија
По попису из 2010. године број становника је 343, што је 20 (6,2%) становника више него 2000. године.
| Група             | 2000.       | 2010.       |
| Белци             | 316 (97,8%) | 336 (98,0%) |
| Афроамериканци    | 0 (0,0%)    | 1 (0,3%)    |
| Азијати           | 0 (0,0%)    | 0 (0,0%)    |
| Хиспаноамериканци | 0 (0,0%)    | 4 (1,2%)    |
| Укупно            | 323         | 343         |